# Clemens Lothar Ferdinand von Fürstenberg

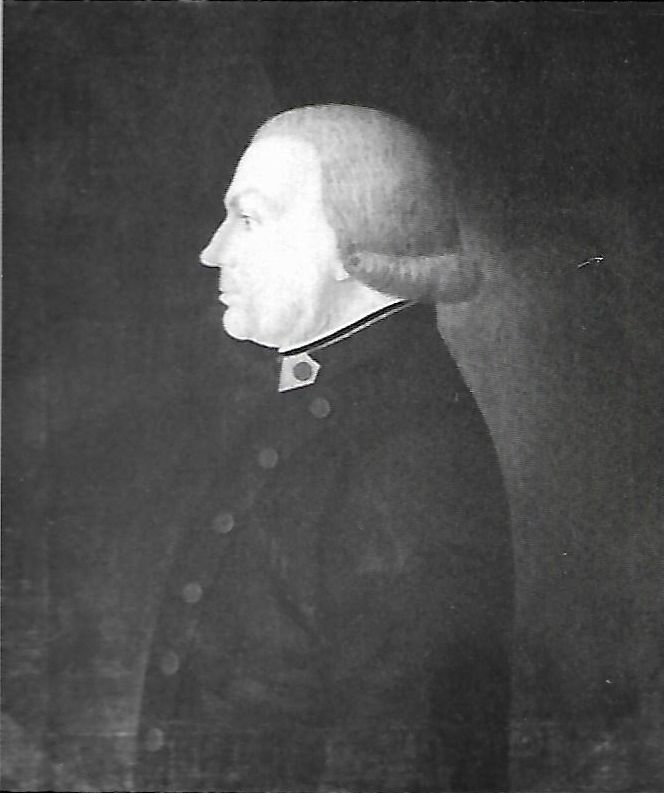
Clemens Lothar von Fürstenberg. Gemälde heute auf Schloss Herdringen

Freiherr Clemens Lothar Ferdinand von Fürstenberg (* 18. August 1725 in Aachen; † 26. Juni 1791 in Herdringen) war Fideikommissherr des westfälischen Hauses Fürstenberg sowie Erbdrost verschiedener Ämter im Herzogtum Westfalen.

## Familie
Er war der Sohn von Christian Franz Dietrich von Fürstenberg-Herdringen aus der westfälischen Familie von Fürstenberg und der Maria Anna Theresia Agnes Luise von Hochsteden. Paten bei seiner Taufe waren unter anderem die Kurfürsten Lothar Franz von Schönborn und Clemens August von Bayern. Er war verheiratet mit Sophie Charlotte Wilhelmine von Hoensbroeck, mit der er acht  Kinder hatte. Darunter waren fünf Söhne und drei Töchter. Einige von ihnen starben jung. Es blieben die jüngste Tochter Maria Franziska, der älteste und die beiden jüngsten Söhne übrig. Die Beziehung zu seinem ältesten Sohn Franz Clemens waren konfliktträchtig. Den Sohn bezeichnete er als Narr. Wegen des völlig zerrütteten Verhältnisses zu seinem ältesten Sohn bestimmte er 1787 in seinem Testament seinen zweiten Sohn Friedrich Leopold von Fürstenberg zum Haupterben. Der Sohn Theodor von Fürstenberg erhielt die Besitzungen an Rhein und Maas. Er wurde Begründer der Linie Fürstenberg-Stammheim.

## Leben
Die ersten Jahre verbrachte er meist in Aachen. Nach einer erneuten Heirat seines Vaters lebte er dann auf Schloss Herdringen und wurde von geistlichen Hauslehrern unterrichtet. Seit 1742 betrieb er auswärtige Studien und wurde dabei von einem ebenfalls geistlichen Hofmeister begleitet. Zunächst besuchte er das Dreikönigsgymnasium in Köln. Danach studierte er Rechtswissenschaften in Köln, Fulda, und schließlich an der Universität Würzburg und in Salzburg. Bereits 1733 erhielt er in Paderborn die erste Tonsur und 1742 eine Paderborner Dompräbende. Kurze Zeit später erhielt er auch eine Präbende in Trier.
Durch den Antritt der mütterlichen Erbschaft in Folge des Todes beider Schwestern verließ er den geistlichen Stand bald wieder. Die Präbende in Paderborn übernahm sein Bruder Friedrich Karl von Fürstenberg. Clemens Lothar von Fürstenberg übernahm stattdessen den Besitz derer von Hochsteden. Er lebte seit 1749 auf Schloss Obsinnig in Remersdaal im Herzogtum Jülich.

### Öffentliche Ämter
Seit 1744 bekleidete er das Ehrenamt eines kurkölnischen Kammerherren. Um 1749 wurde er zur Ritterschaft des Herzogtums Westfalen aufgeschworen. Im Jahr 1753 wurde er zum westfälischen adeligen Rat ernannt. Nach dem Tod seines Vaters wurde er auch dessen Nachfolger als Erbdroste der Ämter Bilstein, Waldenburg und Amt Fredeburg. Er war außerdem Gerichtsherr in Oberkirchen und Erbvogt der Klöster Grafschaft und Ewig. Als Bischof von Münster ernannte ihn Maximilian Friedrich von Königsegg-Rothenfels 1763 zum wirklichen geheimen Rat. Sein tatsächliches politisches Wirken blieb begrenzt. Zwar besuchte er die Arnsberger Landtage, aber auf den Landtagen von Münster und Paderborn war er selten anwesend. Gleichwohl hielt er sich durch ausgedehnte Lektüre und Kontakte insbesondere zu seinen Brüdern Franz von Fürstenberg und Franz Egon von Fürstenberg über die politische Situation auf dem Laufenden. Auch die meisten Amtsgeschäfte als Drost ließ er meist durch Beauftragte ausführen. Direkt aktiv wurde er 1765/66, als er sich gegen die Auswanderungswelle nach Ungarn wandte. Eine umfangreiche politische Korrespondenz ist im Zusammenhang mit den Bischofswahlen nach dem Tod von Clemens August von Bayern überliefert. Gute Beziehungen pflegte er dann zu Maximilian Friedrich von Königsegg-Rothenfels.

### Verwaltung des Besitzes
Wichtiger als das politische Leben war die Verwaltung des stark gewachsenen Familienbesitzes. Durch einen Vergleich im Jahr 1756 mit den Stiefgeschwistern durch Abfindungen wurde er alleiniger Inhaber des Familienfideikommiss. Als Mitverwalter des Familienbesitzes war er schon zu Lebzeiten des Vaters tätig geworden und hat verschiedene Initiativen zur Verbesserung des Einkommens unter anderem aus Hammerwerken und Bergbau betrieben. Starke Belastungen waren mit dem Siebenjährigen Krieg verbunden. Durch die nicht vom Krieg betroffenen außerwestfälischen Besitzungen hielten sich diese Probleme in gewissen Grenzen. Gleichwohl war er zeitweise gezwungen, Teile des Familiensilbers einschmelzen zu lassen. Er führte auf seinen Besitzungen eine genaue Ein- und Ausgabenrechnung ein. Als Verwalter bevorzugte er Praktiker an Stelle theoretisch geschulte Personen. In diesen Zusammenhang gehört auch, dass er Pachtrückstände streng eintreiben ließ. Clemens Lothar verließ sich nicht auf die schriftlichen Berichten seiner Verwalter, sondern inspizierte auch entfernte Besitzungen regelmäßig persönlich.
Den Besitz vermehrte er noch. Clemens Lothar Ferdinand von Fürstenberg erwarb im Jahr 1766 den Fresekenhof, womit 208 Morgen Land und das Jagdrecht verbunden war. Außerdem erwarb er 1788 Gut Valbert im Kirchspiel Oedingen. Clemens Lothar erwarb von denen von Brabeck auch das Gut Burgholdingshausen und die damit verbundenen Anteile am Müsener Stahlberg im Siegerland. Damit verbunden war auch die Mitgliedschaft in der Reichsritterschaft. Zwar verwaltete er die ererbten Bergwerke und Hammerwerke sorgfältig, aber anders als sein Sohn baute er diesen Teil des Besitzes kaum aus. Er wohnte von 1758 bis zum Ende der 1780er Jahre auf Schloss Adolfsburg. Unter seiner Regie war der kontinuierlich im Verlauf der Jahrhunderte angewachsene Güterbesitz der Familie von Fürstenberg letztmals geschlossen in einer Hand. Aufgrund seines Testamentes vom 27. Juli 1787 wurde der Besitz unter seine drei Söhne aufgeteilt.

### Privatleben
Eine beträchtliche Pferdezucht betrieb er am Schloss Herdringen. Auch als Hundezüchter machte er sich einen Namen. Gleichzeitig war er bibliophil veranlagt und baute die Bibliothek auf der Adolfsburg aus. Unter anderem erwarb er die ehemalige Bibliothek der Kartäuser aus Lüttich. Mit anderen Buchliebhabern stand er in einem intensiven brieflichen Kontakt. Auch das Archiv der Burg hat er geordnet und verzeichnet.
Im Alter pflegte er einen exzentrischen Lebensstil und wurde auf Betreiben seiner Brüder 1787 unter Vormundschaft gestellt. Zu dieser Zeit hatten ihn die Verwandten bereits in das Kloster der Observanten in Paderborn zur Pflege und Kontrolle untergebracht. Er selbst wehrte sich mit Vehemenz und mit Erfolg gegen die Zuschreibung einer geistigen Erkrankung. Ihm wurden 1788 die Verwaltung seiner Güter wieder gestattet.